# ولی ویو ایکرس (ویرجینیای غربی)
ولی ویو ایکرس، ویرجینیای غربی (به انگلیسی: Valley View Acres, West Virginia) یک منطقهٔ مسکونی در ایالات متحده آمریکا است که در شهرستان وود، ویرجینیای غربی واقع شده‌است.

## خصوصیات
ولی ویو ایکرس ۲۴۹٫۹۴ متر بالاتر از سطح دریا واقع شده‌است.